# Чжан Юнкуй
Чжан Юнкуй (кит. упр. 张永奎, пиньинь Zhang Yongkui; 1893—1977) — китайский и российский революционер, участник первого конгресса Коминтерна.

## Биография
Один из создателей Союза китайских граждан в России (Люй Э хуацяо ляньхэхуэй), открыл и возглавил отделение Союза в Москве. С целью месте выяснить положение китайцев в России выезжал на Юго-Западный фронт, в Одессу и другие регионы России.
В марте 1919 вместе с Лю Шаочжу участвовал в I конгрессе Коммунистического Интернационала в качестве делегата от Китайской социалистической рабочей партии с правом совещательного голоса.
В 1920 сопровождал китайскую делегацию генерала Чжан Сылиня в Москву, выполняя функции секретаря.